# Ischyrosyrphus transfasciatus
Ischyrosyrphus transfasciatus är en tvåvingeart som beskrevs av K. Huo och Ren 2007. Ischyrosyrphus transfasciatus ingår i släktet Ischyrosyrphus och familjen blomflugor. Arten är bara känd från Shaanxi i Kina. Inga underarter finns listade i Catalogue of Life.